# The Lion King (banda sonora de 2019)
The Lion King: Original Motion Picture Soundtrack es la banda sonora de la película de Walt Disney Pictures de 2019 El Rey León, una nueva versión animada por computadora fotorrealista de la película animada de 1994 del mismo nombre. Consiste en una banda sonora con canciones de la película original escritas por Elton John y Tim Rice, e interpretadas por el elenco de la película, así como una nueva canción de Beyoncé y una canción de crédito final titulada «Never Too Late», escrita por John. y Rice interpretada por John, y una partitura compuesta por el compositor de la película original Hans Zimmer. Beyoncé también produjo una banda sonora curada titulada The Lion King: The Gift, que presenta nuevas canciones interpretadas por varios artistas. La banda sonora se lanzó digitalmente el 11 de julio de 2019, mientras que tanto el CD de la banda sonora como el álbum de Beyoncé se lanzaron el 19 de julio de 2019.

## Antecedentes
El 28 de septiembre de 2016, se anunció que Jon Favreau dirigiría una nueva versión de El Rey León de Disney, que se anunció que incluiría canciones de la película original de Elton John y Tim Rice. El 1 de noviembre de 2017, se anunció que el compositor de la película original, Hans Zimmer, quien compuso música adicional para Iron Man de Favreau, volvería a componer la banda sonora. Zimmer inicialmente dudó en regresar para el remake, argumentando que "[ha] trabajado muy duro para no arruinar las cosas a través de la mejora", sin embargo, aceptó componer el remake después de interpretar la partitura de la película original en un concierto, diciendo que "de repente Se dio cuenta de cuál era [su] lugar en esta nueva versión: probar un gran experimento y usar mi banda y orquesta, regresar a África, trabajar con Lebo y el coro y músicos extraordinarios de todo el mundo, y realmente hacer de esta una actuación". Zimmer trató su trabajo en el remake de manera similar a su trabajo en la película original, afirmando que "[Él] está haciendo esto estrictamente por las personas para quienes significa algo. [Él] está trabajando con [sus] músicos hasta el hueso porque [él] quiere obtener esa interpretación. [Quería] oler el sudor y la sangre en [el] estudio". Sin embargo, también tuvo un enfoque diferente en la partitura que en la película original, tratando de "ensayar y grabar la partitura como un concierto en vivo".
El 28 de noviembre de 2017, se informó que Elton John se había inscrito en el proyecto para reelaborar sus composiciones musicales de la película original antes de retirarse. Al día siguiente, se informó que Beyoncé ayudaría a John en la reelaboración de la banda sonora. El 18 de febrero de 2018, se informó que se incluirían cuatro canciones de la película original: «Circle of Life», «I Just Can't Wait to Be King», «Hakuna Matata» y «Can You Feel the Love Tonight», esta última interpretada por Beyoncé, Donald Glover, Seth Rogen y Billy Eichner. El 3 de febrero de 2019, se informó que «Be Prepared» también aparecería en la película. Favreau describió la experiencia de "no intentando de crear nuevas canciones, sino tratar de construir sobre lo que la gente recuerda y ama de las antiguas" como algo "realmente divertido y formativo". La partitura y las canciones del remake fueron influenciadas por la música que aparece en la versión de Broadway de El rey león, ya que Favreau sintió que "[Zimmer y John] realmente [exploraron] más a fondo cuáles son las raíces de la música [en el espectáculo de Broadway]".
De las cinco canciones del original, el destino de "Be Prepared" fue el que más se debatió a la hora de crear la banda sonora de la película. Favreau sintió que la secuencia original, que comparó con el segmento Night on Bald Mountain de Fantasia, chocaría demasiado con el tono del remake y la caracterización de Scar. Favreau consideró directamente cortar la canción e hizo que el guionista Jeff Nathanson creara un monólogo hablado para reemplazar la canción, pero no estaba satisfecho porque sabía lo importante que es una canción de villano para una película de Disney. Le preguntó a Zimmer si algún tipo de versión musical de la canción aún podría formar parte de la película; Posteriormente, Favreau le preguntó a Tim Rice si podía actualizar la letra de la canción para reflejar la nueva dinámica de Scar con las hienas. Rice lo hizo, y la versión final de la canción es una mezcla del monólogo que escribió Nathanson (desde "Mufasa siempre ha mostrado demasiada moderación cuando se trata de cazar" hasta "la necesidad de un sueño diferente"), el viejo de Rice. y nuevas letras, y nueva partitura creada por Zimmer. Favreau opinó que si bien no era la canción completa, le daría al público la impresión de que todavía habían visto la secuencia en el remake, y citó la toma final de Scar en un pico con una luna creciente detrás de él como imagen clave. tenía que quedarse para la película.
El 9 de febrero de 2018, John reveló que él, Rice y Beyoncé crearían una nueva canción para los créditos finales de la película. Sin embargo, la colaboración entre John y Beyoncé no dio resultado ya que su canción inédita no se agregó a la banda sonora oficial. John y Rice escribieron una nueva canción para los créditos finales, titulada "Never Too Late" e interpretada por John.
«Spirit», la nueva canción, interpretada por Beyoncé y escrita por Beyoncé, Ilya Salmanzadeh y Labrinth, estaba originalmente pensada para los créditos finales, pero Favreau reveló que la canción aparecería en la película. Favreau dijo que Beyoncé "escribió [la canción] en el espíritu de la producción junto con el trabajo con Lebo M., quien es parte de ella con Hans Zimmer" y sintió "que fue bueno que ellos trabajaran con ella para permitir la nueva canción para sentirse orgánicamente parte de la nueva producción". Zimmer dijo más tarde que tomó la decisión de trasladar "Spirit" al cuerpo de la película. «Spirit» fue lanzado como sencillo el 10 de julio de 2019.
La película también incluye una versión de «The Lion Sleeps Tonight» de The Tokens, interpretada por Rogen y Eichner, así como la canción «He Lives in You» de Rhythm of the Pride Lands y la producción de Broadway, interpretada por Lebo M. Pharrell Williams produciría cinco canciones para la película. La banda sonora, con la banda sonora de Zimmer y las diversas canciones nuevas y existentes de la película, se lanzó digitalmente el 11 de julio de 2019 y físicamente el 19 de julio de 2019.
En octubre de 2019, John criticó duramente la banda sonora y dijo en su totalidad: «La nueva versión de El Rey León fue una gran decepción para mí, porque creo que arruinaron la música. La música era una parte tan importante del original y la música de la película actual no tuvo el mismo impacto. La magia y la alegría se perdieron. La banda sonora no ha tenido casi el mismo impacto en las listas de éxitos que tuvo hace 25 años, cuando fue el álbum más vendido del año. La nueva banda sonora cayó de las listas de éxitos tan rápidamente, a pesar del enorme éxito de taquilla. Ojalá me hubieran invitado más a la fiesta, pero la visión creativa de la película y su música fue diferente esta vez y no me recibieron ni me trataron con el mismo nivel de respeto. Eso me pone muy triste. Estoy muy feliz de que el espíritu adecuado para la música siga vivo con el musical de El Rey León».

## Lista de canciones
Todas las letras escritas por Elton John y Tim Rice, excepto donde se indique. Toda la música cinematográfica fue compuesta por  Hans Zimmer.
| N.º | Título                                                                                                   | Intérprete(s)                                           | Duración |  |
| 1.  | «Circle of Life/Nants' Ingonyama (2019 version)»                                                         | Brown Lindiwe Mkhize y Lebo M.                          | 4:01     |  |
| 2.  | «Life's Not Fair» (score)                                                                                | Hans Zimmer                                             | 1:43     |  |
| 3.  | «Rafiki's Fireflies» (score)                                                                             | Hans Zimmer                                             | 1:52     |  |
| 4.  | «I Just Can't Wait to Be King»                                                                           | JD McCrary, Shahadi Wright Joseph y John Oliver         | 3:22     |  |
| 5.  | «Elephant Graveyard» (score)                                                                             | Hans Zimmer                                             | 6:38     |  |
| 6.  | «Be Prepared» (2019 version)                                                                             | Chiwetel Ejiofor                                        | 2:03     |  |
| 7.  | «Stampede» (score)                                                                                       | Hans Zimmer                                             | 7:46     |  |
| 8.  | «Scar Takes the Throne» (score)                                                                          | Hans Zimmer                                             | 2:50     |  |
| 9.  | «Hakuna Matata»                                                                                          | Billy Eichner, Seth Rogen, JD McCrary and Donald Glover | 4:11     |  |
| 10. | «Simba Is Alive!» (score)                                                                                | Hans Zimmer                                             | 3:38     |  |
| 11. | «The Lion Sleeps Tonight» (escritores: Luigi Creatore, Hugo Peretti, George David Weiss y Solomon Linda) | Billy Eichner y Seth Rogen                              | 1:24     |  |
| 12. | «Can You Feel the Love Tonight»                                                                          | Beyoncé, Donald Glover, Billy Eichner y Seth Rogen      | 3:02     |  |
| 13. | «Reflections of Mufasa» (score)                                                                          | Hans Zimmer                                             | 5:09     |  |
| 14. | «Spirit» (escritores: Ilya Salmanzadeh, Labrinth y Beyoncé)                                              | Beyoncé                                                 | 4:37     |  |
| 15. | «Battle for Pride Rock» (score)                                                                          | Hans Zimmer                                             | 11:01    |  |
| 16. | «Remember / King of Pride Rock / Circle of Life (Finale)» (score)                                        | Hans Zimmer con Ensemble y Lebo M.                      | 3:09     |  |
| 17. | «Never Too Late»                                                                                         | Elton John                                              | 4:09     |  |
| 18. | «He Lives in You» (escritores: Mark Mancina, Jay Rifkin y Lebo M.)                                       | Lebo M.                                                 | 5:05     |  |
| 19. | «Mbube» (escrito por Linda)                                                                              | Lebo M.                                                 | 1:56     |  |

## Posicionamiento en listas
| Listas (2019)                      | Mejor posición |
| ---------------------------------- | -------------- |
| Australia (ARIA)                   | 3              |
| Austria (Ö3 Austria)               | 15             |
| Bélgica (Ultratop flamenca)        | 7              |
| Bélgica (Ultratop valona)          | 28             |
| Canadá (Billboard Canadian Albums) | 18             |
| Países Bajos (Album Top 100)       | 10             |
| Francia (SNEP)                     | 35             |
| Alemania (Offizielle Top 100)      | 32             |
| Japón (Oricon)                     | 49             |
| Nueva Zelanda (RMNZ)               | 5              |
| Noruega (VG-lista)                 | 28             |
| Polonia (ZPAV)                     | 22             |
| Corea del Sur (Gaon)               | 12             |
| España (PROMUSICAE)                | 27             |
| Suiza (Schweizer Hitparade)        | 16             |
| Estados Unidos (Billboard 200)     | 13             |
| Estados Unidos (Soundtrack Albums) | 2              |

| Listas (2019)                                | Posición |
| -------------------------------------------- | -------- |
| Australia (ARIA)                             | 95       |
| Bélgica (Ultratop Flanders)                  | 89       |
| Estados Unidos Soundtrack Albums (Billboard) | 24       |

## The Lion King: The Gift
El 9 de julio de 2019, se reveló que Beyoncé produjo y seleccionó un álbum titulado The Lion King: The Gift, que presenta nuevas canciones inspiradas en la película, así como «Spirit» de la banda sonora. Beyoncé llamó al álbum "cine sonoro" y dijo que la película "es una nueva experiencia de narración", y que el álbum «está influenciado por todo, desde R&B, pop, hip hop y afrobeat». Beyoncé también dijo que «[ella] quería poner a todos en su propio viaje para vincular la trama» y que las canciones se inspiraron en la trama del remake, que «le da al oyente la oportunidad de imaginar sus propias imágenes, mientras escucha una nueva interpretación contemporánea». Las canciones también fueron producidas por productores africanos, lo que Beyoncé dijo que era porque "la autenticidad y el corazón eran importantes para [ella]", ya que la película está ambientada en África. El cantante y productor camerunés Salatiel también aparece en el álbum. Algunos otros músicos africanos destacados en el álbum incluyen, de Ghana Shatta Wale, de Nigeria Wizkid, Burna Boy, Yemi Alade, Sr. Eazi, Tiwa Savage y Tekno.